# Metaphycus aquilus
Metaphycus aquilus är en stekelart som beskrevs av Annecke och Mynhardt 1981. Metaphycus aquilus ingår i släktet Metaphycus och familjen sköldlussteklar. Inga underarter finns listade i Catalogue of Life.